# Websted
 "Hjemmeside" omdirigeres hertil. For andre betydninger af Hjemmeside, se Hjemmeside (flertydig).
Et websted (netsted, website, site eller hjemmeside) indeholder en eller flere websider med dokumenter/filer, der er tilgængelige på WWW via dataprotokollerne http og https.
Websiderne på webstedet vil typisk være tilgængelige gennem hovedsiden og er normalt samlet på samme server og kædet sammen i strukturer af hypertekst ved hjælp af hyperlink.
Det enkleste websted er sammensat af websider, der er skrevet i HTML (Hyper Text Mark Up Language), der normalt læses i en browser. Helt grundlæggende kan html-siden indeholde tekst og billeder. Dertil kan der være indlejret forskellige andre medieformater (lyd, video, småprogrammer, animationer mv.), som browseren via plugins kan afspille som en del af den enkelte sides indhold.
Et websted er ofte styret af en enkelt person eller en organisation. Webstedet kan have et eller flere formål.

## Uddybende
Et websted består af det samlede præsentationsmateriale i www for et firma, en organisation eller en privatperson, der kan nås via en URL (symbolsk eller faktisk: internet-adresse). Webstedet og dets webside(r) aktiveres ved at indtaste adressen for webstedet i en browsers adressefelt eller ved at aktivere et hyperlink fra et andet websted.
Store websteder kan bestå af komplekse strukturer med hundreder af opslag, der kan være dynamiske og indeholde interaktive web-tjenester.
Eksempel på brug: http://www.dsn.dk.

## Formål
Websteder kan tjene følgende formål:
- Kommercielle og PR-mæssige formål
  - Præsentation af et firma, en organisation eller en person
  - Reklamer og tilbud
  - Katalogoplysninger om et firmas eller en organisations sortiment og priser
  - Online-bestilling og booking evt. inklusive online-betaling
- Service
  - Oplysning til borgerne
  - Nyheder
  - TV- og radioprogrammer
  - Undervisning og orientering
  - Sagsbehandling
  - Tidsbestilling
  - Spil
  - Oversættelse
  - Beregning (f.eks. kurskonvertering)
  - Databaseopslag
- Interaktivitet
  - Blogging
  - Udveksling af meddelelser (herunder e-mail og chat)
  - Debat
  - Fildeling og udveksling af billeder, videoklip mv.
  - Videndeling (f.eks. Wikipedia)
  - Forums for interessegrupper
- Downloads
  - Shareware
  - Demoer
  - Freeware
  - Ressourcer (f.eks. billeder og ikoner)
- Portaler og søgemaskiner
  - Generelle (Google, Yahoo, Altavista, Jubii)
  - For et begrænset geografisk område (byportaler)
  - Linksamlinger

Generelt er der ingen grænser for, hvad et websted kan indeholde af informationer. De er dog begrænset af ophavsretsmæssige undtagelser samt anden lovgivning om fx børnepornografi.

## Den fysiske placering
Et websted er fysisk placeret på en webserver, hvortil de nødvendige filer lægges op (upload). Både privatpersoner, firmaer og organisationer kan have deres egen webserver.

## Websiders kildetekst
Hvis man højreklikker med musen på et opslag i en webside, kan man se den kildetekst, der eventuelt i kombination med en style sheet (CSS) danner grundlaget for grafikken på skærmen. Der er her tale om HTML-kode eventuelt iblandet Javascript-kode eller tilsvarende. Denne kildetekst findes ikke fysisk som en fil, når opslaget fx er dynamisk genereret på serveren.

## Statiske versus dynamiske websteder
Før i tiden var websteder overvejende statiske præsentations-websider. I dag udgøres de fleste professionelle websteder af dynamiske websider, der reagerer på brugerens individuelle valg. Dette muliggøres af tilgang til databaser på serveren og serverbaseret kodning med fx ASP-kode eller PHP-kode.

## Konstruktion af websider
Statiske websider kan konstrueres ved hjælp af en simpel teksteditor som Notepad, men det mest almindelige er at bruge WYSIWYG-editorer eller et specialdesignet CMS-system (Content Management System). Der er også alternativer som Macromedia Flash.
Yderligere kontrol af browservinduer kan tilføjes ved JavaScript eller andre programmeringssprog, der kan fortolkes af en webbrowser. JavaScript er på World Wide Web det hyppigst brugte scripting-sprog på klientsiden, som kan bruges i forbindelse med interaktivitet.
Mere avancerede dynamiske websider kan bruge server-side programmeringssprog, som ASP og PHP. De giver mulighed for mere fleksible websider, der kan tilgå databaser på serveren.

## Websidedesign
Det er sammensætningen af tekst, billeder, farver og andre elementer, som udgør webdesignet. Designet udføres oftest af en webdesigner eller digital designer. Der er en række standarder, som designet ofte er baseret på. Det kan være standarder fra W3C.
Brugeren bliver præsenteret for en række informationer og visuelle virkemidler, som er sammensat designmæssigt.
En veldesignet websted kendes på, at det er let at navigere i, overskueligt og med informationerne prioriteret for brugeren.

## Indgangsside
Et websteds indgangsside er den vigtigste og første webside brugeren ser. Eksempel: Se de mange andre tilbud og brug Hovedbibliotekets indgangsside som adgang til en masse andre informationer om biblioteket.